# Borsóhercegnő
A Borsóhercegnő Erdős Renée magyar író 1924-ben megjelent regénye. 

## Cselekménye
A regény címe Andersen egyik meséjét idézi. Hőse Veron, a fiatal és fejletlen falusi lány. Ártatlanul, a világról semmit sem tudva él. Eljárogat a szomszéd kastélyba barátjához, az „ördögbáró”-hoz, aki már nem fiatal, de művelt, gyöngéd és finomlelkű. Egyszer aztán megszűnnek a látogatásai, mert megérkezik unokabátyja, a durva, műveletlen, de szép és erős férfi. Veron áldozatul esik a férfi mohó vágyának. Szégyenében szeretné eldobni az életet, de félőrülten Hajnóczy báróhoz menekül. Az ápolja, visszaszerzi testi, lelki egészségét, nőül veszi, de a fiatalasszony gyermekágyban meghal.

## Kritika
A regény más természetű, mint Erdős Renée jelentősebb regényei. Azok többé-kevésbé a valóságban gyökereznek vagy önéletrajzi ihletésűek. Ez a könyv inkább a képzelet szüleménye, de a romantikus keretet néhány igazi, élő alak és finoman megrajzolt lélekrajz tölti ki. Veron aprólékosan megformált alakját szépség és szomorúság hatja át, a történet kényes mozzanatait pedig tapintatosan beszéli el az író – írja korabeli kritikájában Császár Elemér. 
Alszeghy Zsolt az ellentétes férfialakokat Turgenyev regényhőseihez hasonlítja, Veron történetét pedig így foglalja össze: az író „Andersen egyik meséjének szimbolizmusával övezi hősnőjét, aki az érzéki gyönyör kijózanodásában egyre jobban érzi a nyugalmat zavaró borsószemek kiábrándító kellemetlenségét és kész lenne eldobni magától egész csalódott életét, ha egy nemes lélek megértő szerelme magához nem ölelné.” Úgy látszik – teszi hozzá a kritikus –, hogy az író ezt a befejezést „már teljesen az érzékeny lelkű hölgyolvasók kedvéért formálta így”.

## Kiadások
- Borsóhercegnő (regény, Singer és Wolfner, Budapest, 1924)